# Sorcellerie à La Réunion

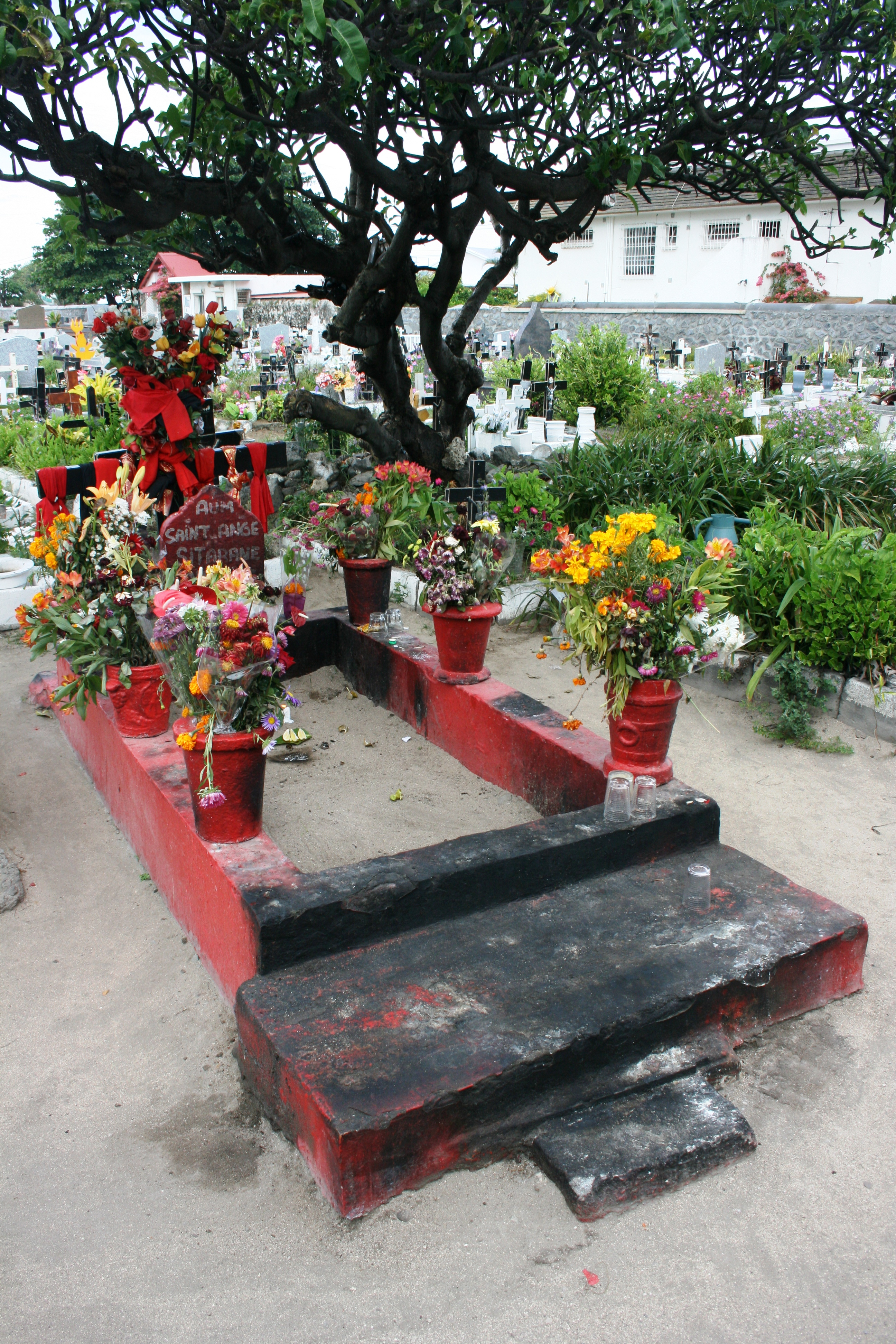
La tombe de Sitarane, dans le cimetière de Saint-Pierre, un haut lieu des pratiques occultes à La Réunion.

Du fait de l'histoire du peuplement de La Réunion, on observe sur le département des pratiques culturelles empruntées aux pays d'origine des différentes vagues de peuplement de l'île. Il en va de même de la magie et de la sorcellerie réunionnaise.

## Figures et lieux de la sorcellerie réunionnaise

### Sitarane
Simicoundza Simicourba, de son surnom Sitarane, né au Mozambique à la fin du XIXe siècle fut peut être le criminel qui marqua le plus l'imaginaire des Réunionnais. Accompagnés de quelques complices, dont Calendrin (dit Saint-Ange) et Emmanuel Fontaine. Sitarane assassina à plusieurs reprises des habitants de l'île de façon cruelle et sanguinaire. La bande aurait, dit-on, bu le sang des victimes obéissant aux ordres de Saint-Ange, le tizanèr.
Aujourd'hui, la tombe de Sitarane située dans le cimetière de Saint-Pierre fait l'objet de cultes sataniques. Selon la croyance locale, avant de commettre leurs méfaits, les criminels viennent prier Sitarane et plantent un couteau près de sa tombe afin d'obtenir son aide dans leur entreprise.

### Grand-Mère Kalle, la sorcière
Grand-mère Kalle est la figure dominante de la sorcellerie réunionnaise. Habitant le cratère Commerson du piton de la Fournaise, elle enlèverait les enfants pendant la nuit. Les histoires de Grand-mère Kalle sont souvent racontées aux enfants pour éviter qu'ils ne fassent des bêtises « sois sage sinon Grand-mémé Kalle va venir te chercher ! »  Les histoires de la sorcière sont souvent associées à Petit Jean, un enfant qui l'affronte. Petit Jean symbolise la population réunionnaise à part entière. 
Grand-mère Kalle sévit la nuit, dans les campagnes réunionnaises. Le plus souvent, ces histoires sont racontées par les mères de famille, pour faire en sorte que leurs enfants ne traînent pas dans les champs de canne à la sortie de l'école et qu'ils rentrent au plus vite à la maison.

### Les sacrifices de poules noires
Les sacrifices de poules noires étaient notamment pratiqués par la bande de Calendrin (Saint-Ange) le fidèle allié de Sitarane. 
Ils tuaient une poule noire afin d'en boire le sang, ils appelaient cela du « sirop de cadavre ». Ce breuvage était censé rendre les hommes de Sitarane plus forts et invincibles.
Ce dernier était consommé avant leurs attaques nocturnes.

### Expressions
- grat ti-bwa mahavèl, pratiquer la sorcellerie.

- "fé ènn travay pou in moun", jeter un sort, faire un "travail" pour quelqu'un.